# Irszyky
Irszyky (ukr. Іршики) – wieś na Ukrainie, w obwodzie chmielnickim, w rejonie chmielnickim, w hromadzie Starokonstantynów. W 2001 liczyła 600 mieszkańców, spośród których 593 wskazało jako ojczysty język ukraiński, a 7 rosyjski.